# Kolvisserij
De kolvisserij behoorde samen met de beugvisserij en de traapvisserij tot de categorie van de zogeheten hoekwantvisserijen. In algemene zin beschouwd waren de hoekwantvisserijen een vorm van statische visserij. Het vistuig was voorzien van haken. De genoemde traapvisserij was een niet op zichzelf staande bezigheid waar het de uitvoering ervan betrof. Ze werd namelijk uitgeoefend ten dienste van de kolvisserij. 

## Het vistuig
De betrokken visserij deed denken aan het vissen met een hengel, zij het dat hier de hengelstok ontbrak. De lijn waarmee werd gevist werd namelijk vanuit de hand in zee neergelaten. Het vistuig was een lange lijn, de 'kollijn'. Deze was 45 vadem, ruim 80 m, lang. Aan het eind van de kollijn was een andersoortig lijntje bevestigd, het 'keister' genaamd. Dit lijntje was vervaardigd van een bijzonder soort dun touw. Het was 1½ vadem, bijna 3 m, lang. Aan het eind dáárvan was de haak bevestigd. Alhoewel de haak, lang 18 cm van levend aas werd voorzien, bestond toch het rechte gedeelte van de haak voornamelijk uit een klein, gegoten tinnen visje. Alhoewel dit niet wordt verklaard, zou hier kunnen worden gedacht aan een lokaas. 
Het 'kollood', dat een gewicht had van 3½ kg., was aangebracht aan het eind van de kollijn, dus nog vóór de overgang van de kollijn naar het kleister. Dit kleiter kwam daardoor samen met het kollood en de geaasde haak vrij op de zeebodem te liggen. De benaming van de kolvisserij is diffuus. Men veronderstelt dat het gebruikte woordje 'kol' afkomstig is van een soort van fijn gehekelde hennep dat deze naam droeg en dat werd gebruikt voor de vervaardiging van de kollijn. Terzijde nog dit: de benaming hoekwantvisserij kan worden teruggevoerd naar het deelwoordje 'hoek', een oude aanduiding voor 'haak'. Het deelwoordje 'want' was een algemene aanduiding voor meerdere soorten vistuig, en dat in gebruik bij de zeevisserijen.

## Aas
Het benodigde aas voor de kolvisserij op, met name kabeljauw, werd onder meer verkregen vanuit de traapvisserij, maar ook vanuit de vleetvisserij. Daarnaast werd aas meegevoerd vanaf de vaste wal. Dit ging dan onder meer over prikken. Vermoedelijk kwamen ook soorten aas in aanmerking zoals deze werden genoemd bij de beugvisserij. De Scheveningse viskoper/afslager Adriaen Coenen spreekt in zijn naslagwerk over de aanwezigheid op het strand van handelaren die 'coelevers' (koeienlevers) en 'voorens' (voorns) als aas ter verkoop aanboden. Naar blijkt hadden de kolvissers ook nog een zestal haringnetten aan boord om, net als in het geval van de traapvisserij ter verkrijging van aas, enkele haringnetten uit te zetten met haring als resultaat.

## Schepen
Afgeleid van het reeds verklaarde woordje 'hoek' werden vissersschepen die een der hoekwantvisserijen uitoefenden in voorgaande eeuwen aangeduid als hoekers. Het neemt niet weg dat voor dergelijke vormen van visserij ook andere scheepstypen in gebruik zullen zijn geweest. Zo blijkt uit het Visboeck van Adriaen Coenen dat vissers van de kustdorpen aan De Zijde met hun pinken en latere bomschuiten ook een vorm van de hoekwantvisserij bedreven. En dit gold volgens de Belgische visserijdeskundige Bly evenzo voor Belgische vissersdorpen langs de Noordzeekust.

## Beoogde vangsten
De vissoort die het voornamelijk betrof was de kabeljauw. Uit literatuur blijkt dat ook de heilbot zich wel door het aas liet verleiden om te bijten. De gevangen kabeljauwen werden zowel vers — in bunnen — als gezouten, in tonnen, aangevoerd. Alhoewel een vaststaand bewijs niet kan worden aangetoond, valt een bepaalde relatie tussen 'hoeken' en 'kabeljauwen', zoals die voorkomt in de aanduiding van de langdurige 14e-eeuwse en 15e-eeuwse twisten niet te ontkennen. Grotere duidelijkheid ontstaat via regelgeving uit de 15e en 16e eeuw en via naslagwerken zoals het Visboeck van Adriaen Coenen uit de 16e eeuw. Zowel uit diens teksten als uit zijn tekeningen blijkt de aanwezigheid van deze visserij in zijn tijd.

## Techniek van de visserij en conservering
Het toepassen van deze visserij kwam neer op het, vanaf het vissersschip, in zee laten van de bewuste lijnen. Ieder bemanningslid liet een of — volgens bepaalde bronnen — meerdere lijnen vanuit de hand neer in zee en haalde deze na een zekere tijd handmatig ook weer omhoog. Daarbij wordt in sommige bronnen aangegeven dat de visser zijn lijn(en) licht in beweging hield. Men kan zich daarbij afvragen of dit principe hanteerbaar was in het geval van meerdere lijnen in de handen van één persoon. 
Het is aannemelijk dat aantallen schepen van de kolvissers waren voorzien van een bun, een ruimte in de bodem van het schip die in direct verband stond met het zeewater. Daardoor kon eerder gevangen zeevis worden levend gehouden en dus als vers worden verkocht voor hogere prijzen dan de voordien op de schepen ingezouten vis. Het vroeg in het geval van een bun wél om extra arbeid en inzet om de vangst levend te houden. Bepaalde vissen hadden namelijk een eigen behandeling nodig om te overleven. 